# Elecciones generales de Cuba de 1920
Las elecciones generales de Cuba se llevaron a cabo el 1 de noviembre de 1920. Alfredo Zayas y Alfonso obtuvo una amplia victoria en las elecciones presidenciales con el 54% de los votos. Su partido, el Partido Popular Cubano, formó una alianza con el Partido Nacional Conservador para formar la Liga Nacional, que obtuvo mayoría absoluta en las dos cámaras del legislativo. La participación en la elección fue sumamente baja, con solo el 53% de los cubanos inscritos para votar emitiendo su voto. La oposición se vio representada por la Alianza Liberal-Demócrata Nacionalista, que obtuvo el 45% de los votos.

## Resultados
| Candidato                          | Partido                            | Votos   | %     |
| ---------------------------------- | ---------------------------------- | ------- | ----- |
| Alfredo Zayas y Alfonso            | Partido Popular Cubano             | 148.278 | 54.32 |
| José Miguel Gómez                  | Partido Liberal de Cuba            | 124.739 | 45.68 |
| Total                              | Total                              | 273.017 | 100   |
| Votantes registrados/participación | Votantes registrados/participación | 515.353 | 52.97 |
| Fuente: Nohlen                     |                                    |         |       |